# 圣朱斯塔升降机
聖朱斯塔升降機（發音：[elɨvɐˈdoɾ dɨ ˈsɐ̃tɐ ˈʒuʃtɐ]），是葡萄牙首都里斯本的一台升降機，位于前聖朱斯塔堂區內的聖朱斯塔街（Rua de Santa Justa）末端，其較低處與龐巴爾下城街道相連，較高處則延伸至里斯本城內的嘉模前地，故又名「嘉模升降機」（Elevador do Carmo）。

## 概況
圣朱斯塔升降机的设计者是工程师，他出生在波尔图，父母为法国人，居斯塔夫·埃菲尔的学生。升降机始建于1900年，完成于1902年，原本使用蒸汽动力，1907年改用电力。
这台钢铁升降机高45米，新哥特式装饰，每层不同的样式。通过螺旋楼梯可达顶层，有一个阳台，可供观赏圣若热城堡、罗西乌广场（Praça do Rossio）和庞巴尔下城的景色。它设有两个升降机笼，均为木质内饰，最多可乘载20名乘客，已经成为里斯本的一大旅游景观。
在里斯本里被称为升降机的交通工具中，圣朱斯塔是唯一的垂直电梯。其它者如荣耀升降机、修道院升降机以及比卡升降机则属于往复式地面缆车。

## 另見
- 格洛麗亞/格洛麗雅/葛洛里亞（榮耀）升降機
- 拉弗勒（修道院）升降機（葡萄牙語：Elevador da Lavra）
- 比卡/畢卡升降機

## 備註

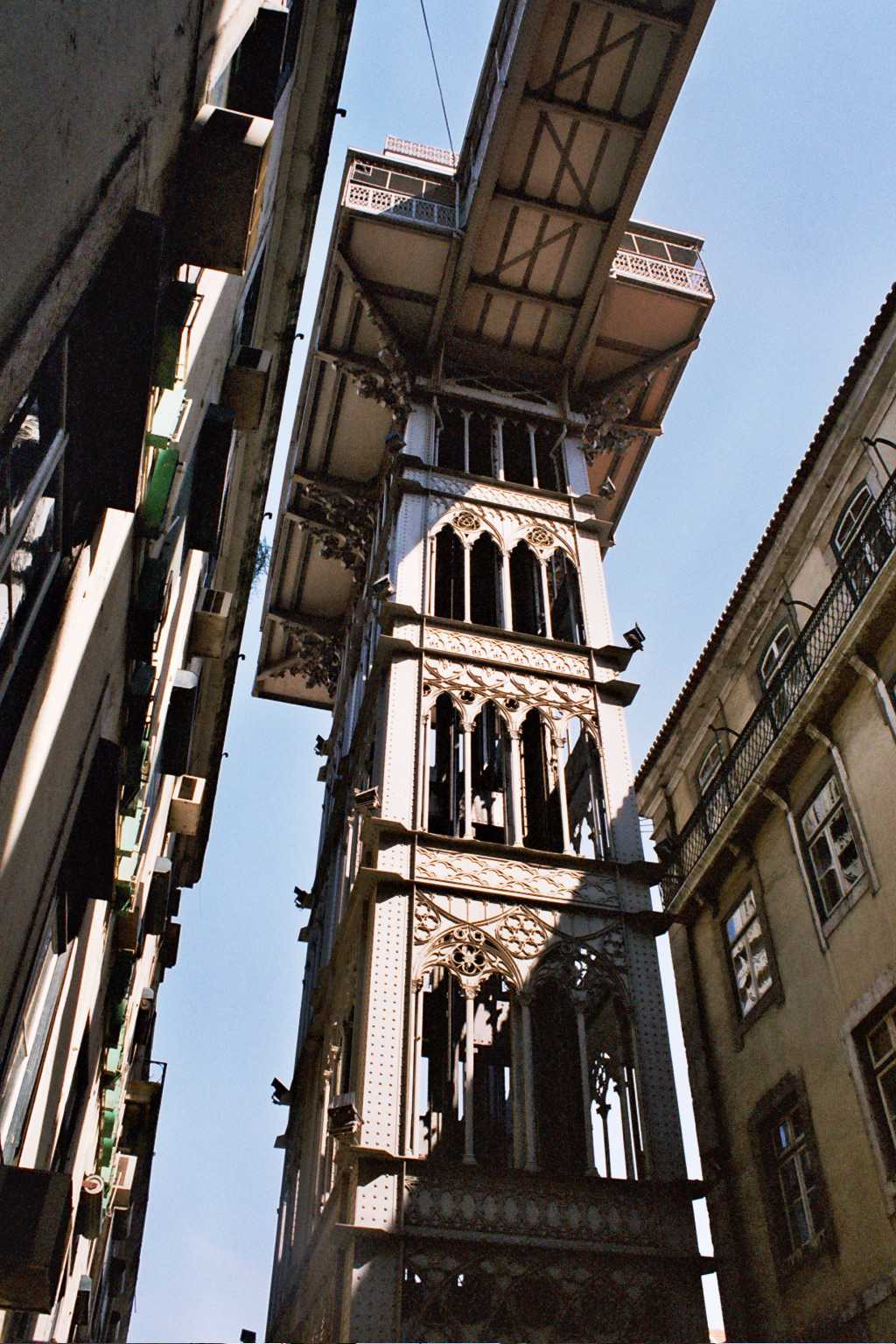
新哥特式的圣朱斯塔升降机，桥通往嘉模前地

1. ↑  一些華語媒體因受西班牙語影響，常常誤譯其名為「聖胡斯塔升降機」[2]。